# Ohälsotalet
Ohälsotalet är ett mått på antalet utbetalade ersättningsdagar från svenska Försäkringskassan, per person och år (för personer mellan 16 och 64). Talet summerar utbetalade dagar för sjukpenning, rehabiliteringspenning, samt sjukersättning och aktivitetsersättning och gäller för nettodagar. Två utbetalade halvdagar motsvarar exempelvis en utbetald nettodag. Ohälsotalet tar inte med de sjuklönsdagar som betalas från arbetsgivaren. Variationen för ohälsotalet är stor i olika delar i landet och är i snitt högre i de nordliga kommunerna i Sverige, medan kommuner i och kring storstadsregionerna ligger under rikssnittet.
Mellan år 2001 och 2025 var riksohälsotalet mellan cirka 22 och 43, högst 2003 och lägst under 2020-talet. Kvinnor har under perioden haft ett högre ohälsotal än män.